# Mnesarete borchgravii
Mnesarete borchgravii är en trollsländeart som först beskrevs av Selys 1869.  Mnesarete borchgravii ingår i släktet Mnesarete och familjen jungfrusländor. Inga underarter finns listade i Catalogue of Life.